# Storbritanniens Grand Prix 2014
Storbritanniens Grand Prix 2014, officiellt 2014 Santander British Grand Prix, var en Formel 1-tävling som hölls den 6 juli 2014 på Silverstone Circuit i Silverstone, Storbritannien. Det var den nionde tävlingen av Formel 1-säsongen 2014 och kördes över 52 varv. Vinnare av loppet blev Lewis Hamilton för Mercedes, tvåa blev Valtteri Bottas för Williams och trea blev Daniel Ricciardo för Red Bull.

## Kvalet
| KR.  | Nr | Förare            | Konstruktör          | Q1       | Q2        | Q3       | Grid |
| ---- | -- | ----------------- | -------------------- | -------- | --------- | -------- | ---- |
| 1    | 6  | Nico Rosberg      | Mercedes             | 1.40,380 | 1.35,179  | 1.35,766 | 1    |
| 2    | 1  | Sebastian Vettel  | Red Bull-Renault     | 1.45,086 | 1.36,410  | 1.37,386 | 2    |
| 3    | 22 | Jenson Button     | McLaren-Mercedes     | 1.44,425 | 1.36,579  | 1.38,200 | 3    |
| 4    | 27 | Nico Hülkenberg   | Force India-Mercedes | 1.41,271 | 1.37,112  | 1.38,329 | 4    |
| 5    | 20 | Kevin Magnussen   | McLaren-Mercedes     | 1.42,507 | 1.37,370  | 1.38,417 | 5    |
| 6    | 44 | Lewis Hamilton    | Mercedes             | 1.41,058 | 1.34,870  | 1.39,232 | 6    |
| 7    | 11 | Sergio Pérez      | Force India-Mercedes | 1.42,146 | 1.37,350  | 1.40,457 | 7    |
| 8    | 3  | Daniel Ricciardo  | Red Bull-Renault     | 1.44,710 | 1.38,166  | 1.40,606 | 8    |
| 9    | 26 | Daniil Kvyat      | Toro Rosso-Renault   | 1.41,032 | 1.36,813  | 1.40,707 | 9    |
| 10   | 25 | Jean-Éric Vergne  | Toro Rosso-Renault   | 1.43,040 | 1.37,800  | 1.40,855 | 10   |
| 11   | 8  | Romain Grosjean   | Lotus-Renault        | 1.43,121 | 1.38,496  |          | 11   |
| 12   | 17 | Jules Bianchi     | Marussia-Ferrari     | 1.41,169 | 1.38,709  |          | 12   |
| 13   | 4  | Max Chilton       | Marussia-Ferrari     | 1.42,082 | 1.39,800  |          | 171  |
| 14   | 21 | Esteban Gutiérrez | Sauber-Ferrari       | 1.43,285 | 1.40,912  |          | 192  |
| DSQ3 | 13 | Pastor Maldonado  | Lotus-Renault        | 1.43,892 | 1.44,018  |          | 203  |
| 16   | 99 | Adrian Sutil      | Sauber-Ferrari       | 1.42,603 | Ingen tid |          | 13   |
| 17   | 77 | Valtteri Bottas   | Williams-Mercedes    | 1.45,318 |           |          | 14   |
| 18   | 19 | Felipe Massa      | Williams-Mercedes    | 1.45,695 |           |          | 15   |
| 19   | 14 | Fernando Alonso   | Ferrari              | 1.45,935 |           |          | 16   |
| 20   | 7  | Kimi Räikkönen    | Ferrari              | 1.46,684 |           |          | 18   |
| 21   | 9  | Marcus Ericsson   | Caterham-Renault     | 1.49,421 |           |          | 214  |
| 22   | 10 | Kamui Kobayashi   | Caterham-Renault     | 1.49,625 |           |          | 224  |

| Vidare från första kvalrundan ▬▬ Vidare från andra kvalrundan ▬▬ |

Noteringar:
- ^1  — Max Chilton fick fem platsers nedflyttning för ett otillåtet växellådsbyte.[1]
- ^2  — Esteban Gutiérrez fick tio platsers nedflyttning från den föregående tävlingen och fem platsers nedflyttning för ett otillåtet växellådsbyte.
- ^3  — Pastor Maldonado uteslöts från kvalet för att hans bil hade för lite bränsle för att komma tillbaka till depån. Han fick därför starta i slutet av startgriden.[2]
- ^4  — Marcus Ericsson och Kamui Kobayashi misslyckades att nå gränsen på 107 procent av det snabbaste varvet i Q1. De fick starta loppet efter att de fått dispens från domarna.

## Loppet
| Pos. | Nr | Förare            | Konstruktör          | Varv | Tid             | Grid | P  |
| ---- | -- | ----------------- | -------------------- | ---- | --------------- | ---- | -- |
| 1    | 44 | Lewis Hamilton    | Mercedes             | 52   | 2:26.52,094     | 6    | 25 |
| 2    | 77 | Valtteri Bottas   | Williams-Mercedes    | 52   | +30,135         | 14   | 18 |
| 3    | 3  | Daniel Ricciardo  | Red Bull-Renault     | 52   | +46,495         | 8    | 15 |
| 4    | 22 | Jenson Button     | McLaren-Mercedes     | 52   | +47,390         | 3    | 12 |
| 5    | 1  | Sebastian Vettel  | Red Bull-Renault     | 52   | +53,864         | 2    | 10 |
| 6    | 14 | Fernando Alonso   | Ferrari              | 52   | +59,946         | 16   | 8  |
| 7    | 20 | Kevin Magnussen   | McLaren-Mercedes     | 52   | +1.02,563       | 5    | 6  |
| 8    | 27 | Nico Hülkenberg   | Force India-Mercedes | 52   | +1.28,692       | 4    | 4  |
| 9    | 26 | Daniil Kvyat      | Toro Rosso-Renault   | 52   | +1.29,340       | 9    | 2  |
| 10   | 25 | Jean-Éric Vergne  | Toro Rosso-Renault   | 51   | +1 varv         | 10   | 1  |
| 11   | 11 | Sergio Pérez      | Force India-Mercedes | 51   | +1 varv         | 7    |    |
| 12   | 8  | Romain Grosjean   | Lotus-Renault        | 51   | +1 varv         | 11   |    |
| 13   | 99 | Adrian Sutil      | Sauber-Ferrari       | 51   | +1 varv         | 13   |    |
| 14   | 17 | Jules Bianchi     | Marussia-Ferrari     | 51   | +1 varv         | 12   |    |
| 15   | 10 | Kamui Kobayashi   | Caterham-Renault     | 50   | +2 varv         | 22   |    |
| 16   | 4  | Max Chilton       | Marussia-Ferrari     | 50   | +2 varv         | 17   |    |
| 17   | 13 | Pastor Maldonado  | Lotus-Renault        | 49   | Avgasrör        | 20   |    |
| Ret  | 6  | Nico Rosberg      | Mercedes             | 28   | Växellåda       | 1    |    |
| Ret  | 9  | Marcus Ericsson   | Caterham-Renault     | 11   | Upphägning      | 21   |    |
| Ret  | 21 | Esteban Gutiérrez | Sauber-Ferrari       | 9    | Kollisionsskada | 19   |    |
| Ret  | 19 | Felipe Massa      | Williams-Mercedes    | 0    | Kollisionsskada | 15   |    |
| Ret  | 7  | Kimi Räikkönen    | Ferrari              | 0    | Olycka          | 18   |    |

| Förare och stall som tog poäng ▬▬ |

## Ställning efter loppet
|     | Pos. | Förare           | Poäng |
| ▬   | 1    | Nico Rosberg     | 165   |
| ▬   | 2    | Lewis Hamilton   | 161   |
| ▬   | 3    | Daniel Ricciardo | 98    |
| ▬   | 4    | Fernando Alonso  | 87    |
| ▲ 2 | 5    | Valtteri Bottas  | 73    |

|     | Pos. | Konstruktör          | Poäng |
| ▬   | 1    | Mercedes             | 326   |
| ▬   | 2    | Red Bull-Renault     | 168   |
| ▬   | 3    | Ferrari              | 106   |
| ▲ 1 | 4    | Williams-Mercedes    | 103   |
| ▼ 1 | 5    | Force India-Mercedes | 91    |

- Notering: Endast de fem bästa placeringarna i vardera mästerskap finns med på listorna.